# فرودگاه موئورئا
فرودگاه موریا (به انگلیسی: Moorea Airport) (به زبان بومی: Aéroport de Moorea) یک فرودگاه همگانی با کد یاتا MOZ است که یک باند فرود آسفالت دارد و طول باند آن ۱۲۳۷ متر است. این فرودگاه در جزیرهٔ موئورئا در پُلی‌نِزی فرانسه قرار دارد و در ارتفاع ۵ متری از سطح دریا واقع شده‌است.

## شرکت‌های هواپیمایی و مقصدهای پروازی
| شرکت‌های هواپیمایی | مقصدهای پروازی                            |
| ----------------- | ----------------------------------------- |
| ایر موآنا         | بورا بورا                                 |
| ایر تاهیتی        | بورا بورا، هواهین–فر، ماپیتی، فاآ، تیکهاو |